# Setge de Jerusalem (63 aC)
El setge de Jerusalem (63 aC) es va produir durant les campanyes de Pompeu el Gran a l'Orient, poc després de la conclusió exitosa de la Tercera Guerra Mitridàtica. S'havia demanat a Pompeu que intervingués en una disputa sobre l'herència al tron del regne asmoneu, que es va convertir en una guerra entre Hircà II i Aristobul II. La seva conquesta de Jerusalem, però, va significar la fi de la independència jueva i la incorporació de Judea com a regne client de la República Romana.

## Fons
La mort de la reina asmonea Alexandra Salomé va submergir Judea en una guerra civil entre els seus dos fills, Hircà i Aristobul. Després que Aristobul hagués derrocat el seu germà gran tant del tron com del gran sacerdoci a Jerusalem, Antípatre d'Idumea va aconsellar a Hircà que demanés l'ajuda del rei Aretes III de Nabatea. A canvi de la promesa de concessions territorials, Aretes va proporcionar a Hircà 50.000 soldats, i les seves forces conjuntes van assetjar Aristobul a Jerusalem.
Pompeu havia seguit la conclusió exitosa de la Tercera Guerra Mitridàtica amb la creació de la província de Síria i havia passat els anys 64 i 63 aC a posar la llei i l'ordre a la regió. Els esdeveniments de Judea van portar a Emili Escaure, legat de Pompeu a Damasc, a arribar a Jerusalem. Ambdues parts es van acostar a Escaure, però el problema es va resoldre amb un suborn d'Aristobul,, i Escaure va ordenar a Aretas que aixequés el setge de la ciutat. Quan l'exèrcit nabateu es retirava cap a Petra d'Aràbia, Aristobul va partir a la seva persecució i va derrotar els nabateus a Papyron.
Quan el mateix Pompeu va arribar a Damasc l'any 63 aC, tant Hircà com Aristobul el van visitar allà. Pompeu va ajornar la resolució del problema i va informar a les parts oposades que el resoldria un cop hagués arribat personalment a Judea. Aristobul no va esperar la decisió de Pompeu i va deixar Damasc per tancar-se a la seva fortalesa d'Alexandrium. Això va enfadar Pompeu, que va marxar a Judea amb les seves forces a la vista de les quals Aristobul va cedir. Quan Aulus Gabini va dirigir una força per prendre Jerusalem, però, els partidaris d'Aristobul es van negar a deixar entrar les tropes romanes. Enfadat, Pompeu va fer arrestar Aristobul i es va preparar per assetjar la ciutat.

## El setge
Quan Pompeu va arribar a Jerusalem, va examinar la ciutat:
| «                                           | perquè veia que les parets eren tan fermes, que costaria superar-les; i que la vall davant les muralles era terrible; i que el temple, que es trobava dins d'aquella vall, estava ell mateix envoltat d'una muralla molt forta, de tal manera que si la ciutat es capturava, aquell temple seria un segon lloc de refugi per a l'enemic on es retirés. | » |
| — Flavi Josep, Les guerres dels jueus 1:141 | |   |

Hircà II encara tenia partidaris a la ciutat que van obrir una porta, probablement a la part nord-oest de la muralla de la ciutat, i van deixar entrar els romans. Això va permetre a Pompeu apoderar-se de la ciutat alta de Jerusalem, inclòs el palau reial, i el partit d'Aristobul va celebrar el parts orientals de la ciutat: la muntanya del Temple i la ciutat de David. Els jueus van consolidar el seu domini en trencar el pont sobre la vall del Tiropoeó que connectava la ciutat alta amb la muntanya del Temple. Pompeu els va oferir l'oportunitat de rendir-se, però la seva negativa el va fer començar a proseguir el setge amb vigor. Pompeu va fer que les seves forces construïssin un mur de circumval·lació al voltant de les zones que eren ocupades pels jueus. Llavors va plantar el seu campament dins de la muralla, al nord del Temple, on hi havia una sella que permetia l'accés al Temple i així va ser custodiat per la ciutadella coneguda com el Baris, augmentada per un fossat.Es va erigir un segon campament al sud-est del Temple.
Llavors les tropes es van dedicar a omplir la séquia que protegia la part nord del recinte del Temple i a construir dues muralles, una al costat del Baris i l'altra a ponent. Els defensors, des de la seva posició superior, pretenien dificultar els esforços romans. Quan les bancades van ser completades, Pompeu va aixecar torres de setge i va portar màquines de setge i ariets de Tir. Sota la protecció dels foners que expulsen els defensors de les muralles, van començar a batre les muralles que envoltaven el Temple.
Al cap de tres mesos, les tropes de Pompeu van aconseguir finalment enderrocar una de les torres de Baris i van poder entrar al recinte del Temple, tant des de la ciutadella com des de l'oest. Els primers en travessar el mur van ser Faust Corneli Sul·la, el fill de l'antic dictador i un alt oficial de l'exèrcit de Pompeu. El van seguir dos centurions, Furi i Fabi, que dirigien cadascun una cohort, i els romans aviat van vèncer els jueus defensors, 12.000 dels quals van ser morts. No obstant això, només unes poques tropes romanes van ser mortes.
El mateix Pompeu va entrar al Sant dels Sants del Temple, on només el Summe Sacerdot podia entrar, i així el va profanar. No va treure res, ni els seus tresors ni cap fons, i l'endemà, va ordenar la neteja del Temple i la represa dels seus rituals. Pompeu va tornar a Roma i va portar Aristobul amb ell per a la seva processó triomfal.

## Conseqüències
El setge i la conquesta de Jerusalem van ser un desastre per al regne asmoneu. Pompeu va reincorporar a Hircà II com a gran sacerdot, però el va despullar del seu títol reial encara que Roma el va reconèixer com a etnarca l'any 47 aC.
Judea va romandre autònoma però es va veure obligada a pagar tributs i va passar a dependre de l'administració romana a Síria. El regne va ser desmembrat i es va veure obligat a renunciar a la plana costanera, privant-lo de l'accés a la Mediterrània, així com a parts d'Idumea i Samaria. Diverses ciutats hel·lenístiques van rebre l'autonomia per formar la Decàpolis, deixant l'estat molt reduït.